# كريستيان نتساي
كريستيان نتساي (مواليد 27 مارس 1961) هو سياسي من مدغشقر، يشغل حالياً منصب رئيس وزراء مدغشقر منذ 6 يونيو 2018.